# Morane-Saulnier AF
Morane-Saulnier AF, còn gọi là Morane-Saulnier Type AF và MoS 28 là một mẫu thử máy bay tiêm kích của Pháp trong thập niên 1910.

## Biến thể
- Morane-Saulnier AFH

## Tính năng kỹ chiến thuật (AF)
Dữ liệu lấy từ War Planes of the First World War: Volume Five Fighters
Đặc điểm tổng quát
- Kíp lái: 1
- Chiều dài: 5.15 m (16 ft 11 in)
- Sải cánh: 7.47 m (24 ft 6 in)
- Chiều cao: 2.35 m (7 ft 8½ in)
- Diện tích cánh: 15.31 m2 (164.8 ft2)
- Trọng lượng rỗng: 421 kg (928 lb)
- Trọng lượng có tải: 649 kg (1431 lb)
- Powerplant: 1 × Gnome Monosoupape 9Nb, 112 kW (150 hp) mỗi chiếc

Hiệu suất bay
- Vận tốc cực đại: 207 km/h (129 mph)
- Vận tốc lên cao: 8,3[2] m/s (1.640 ft/phút)

Vũ khí trang bị
- 1 x súng máy Vickers 7,7mm